# شهاب الدين ابن النجار
شهاب الدين أحمد بن عبد العزيز بن علي بن إبراهيم بن رشيد الفتوحي القاهري الحنبلي (861 هـ - 949 هـ)، المعروف بابن النجار الفتوحي فقيه حنبلي مصري.

## سيرته
ولد سنة 862 هـ بحدرة عكا من القاهرة، ونشأ فحفظ القرآن، وحفظ العمدة، والمقنع، وألفية النحو، والملحة، وجل الطوفي، والشاطبية.
اشتغل في الفقه على بدر الدين السعدي (ت. 902 هـ)، وشهاب الدين الشيشيني، ولازم المشايخ، وقرأ عليهم، حج، وتميز، وفهم، ومشائخه تزيد على مائة وثلاثين شيخاً، تولى نيابة القضاء عن الشهاب الشيشني، ثم اشتغل بها عوضه بعد وفاته سنة 919 هـ واستمر فيها أول دولة الأروام ثم عزل.
درس، وكتب الاستدعاءات، وكان لطيف العشرة، طارحاً للكلفة ، فقير الحال ، كثير العيال ، وقد حصل بعض الوظائف والكتب النفيسة.
أخذ عنه جماعة من الأئمة منهم شمس الدين الرملي، ومفتي القدس عمر بن محمد بن أبي اللطف المقدسي (ت. 1003 هـ) ، وابنه تقي الدين محمد بن أحمد صاحب المنتهى.
توفي سنة 949 هـ، وصُلَّي عليه غائبة بدمشق يومَ الجمعة، يومَ عيدِ الأضحى.

## مؤلفاته
له من المصنفات:
- شرح الوجيز.
- حاشية على التنقيح.